# ジョイス・マーカス
ジョイス・マーカス（Joyce Marcus、1948年-）は、アメリカ合衆国の考古学者。古代マヤ文明、サポテカ文明、およびペルーの研究で知られる。

## 略歴
マーカスはカリフォルニア州で生まれた。カリフォルニア大学バークレー校で人類学を専攻して1969年に卒業し、1974年にハーバード大学の博士の学位を取得した。
1973年からミシガン大学で教え、1985年に教授かつミシガン大学附属人類学考古学博物館のラテンアメリカ考古学部門のキュレーターに就任した。
1997年に米国科学アカデミーの会員に選ばれた。

## 業績
博士論文においてハインリヒ・ベルリンによる紋章文字の研究を発展させ、古代マヤの都市国家が4つの階層から構成されること、カラクムルが一番上の階層に属する都市国家のひとつだったことを明らかにした。ついで、各都市が紋章文字を獲得した時期を調べることにより、マヤ社会の興亡を明らかにした。
1973年以来、ケント・フラナリーと共同でミシガン大学によるオアハカ州の調査を主導している。マーカスはサポテカ文明でもマヤと同様のパターンが見られることを示した。マーカスはミシガン大学によるサン・ホセ・モゴテ発掘を主導した。
また、ペルーのセロ・アスルの発掘を行い、2008年以降にその結果を発表している。

## 主な著書
- Emblem and State in the Classic Maya Lowlands: An Epigraphic Approach to Territorial Organization. Dumbarton Oaks. (1976). ISBN 0884020665（博士論文）
- The Cloud People: Divergent Evolution of the Zapotec and Mixtec Civilizations. Academic Press. (1983). ISBN 0122598601（Kent Flannery と共編）
- Mesoamerican Writing Systems: Propaganda, Myth, and History in Four Ancient Civilizations. Princeton University Press. (1992). ISBN 0691094748
- Zapotec Civilization: How Urban Society Evolved in Mexico's Oaxaca Valley. Thames and Hudson. (1996). ISBN 0500050783（Kent Flannery と共著）
- Women's Ritual in Formative Oaxaca: Figurine-Making, Divination, Death and the Ancestors. University of Michigan Museum of Anthropology. (1998). ISBN 0915703483
- Agricultural Stragtegies. Cotsen Institute of Archaeology at UCLA. (2006). ISBN 1931745226（Charles Stanish と共著）
- Monte Albán. Anthropos, Editorial del Hombre. (2008). ISBN 9681684605
- Excavations at Cerro Azul, Peru: The Architecture and Pottery. Cotsen Institute of Archaeology at UCLA. (2008). ISBN 1931745552
- The Creation of Inequality: How Our Prehistoric Ancestors Set the Stage for Monarchy, Slavery, and Empire. Harvard University Press. (2012). ISBN 9780674416772（Kent Flannery と共著）